# Margarete Hruby
Margarete Hruby, de son vrai nom Margarete Klein (née le 12 février 1897 à Lengenfeld, morte en 1966 à Ottobrunn) est une actrice autrichienne.

## Biographie
Elle joue en Allemagne au moment la Première Guerre mondiale à la fois au théâtre et au cinéma. Elle joue encore lorsque le cinéma devient parlant. Lorsque les nazis prennent le pouvoir, elle s'installe à Vienne en 1934. Au début d'avril 1938, immédiatement après l'Anschluss, Hruby émigre avec son mari, l'acteur Manfred Fürst, via Paris aux États-Unis. Là-bas, elle n'est plus actrice, elle tient un salon de toilettage pour les animaux.
Après la Seconde guerre mondiale, Hruby et Fürst reviennent en Allemagne en 1955, vivent à Berlin et à Munich, où ils jouent à la fois au théâtre et au cinéma.

## Filmographie

### Cinéma
- 1916 : Der Gürtel der Dollarfürstin
- 1931 : Der Herzog von Reichstadt : Gräfin Camerata
- 1931 : Fra Diavolo : Paula Gori
- 1932 : Der träumende Mund : Christine
- 1933 : Was wissen denn Männer
- 1934 : Haute école
- 1957 : Die große Chance (de)
- 1959 : La Belle et l'Empereur : Lady Stewart (non crédité)
- 1960 : Der liebe Augustin : Baronin von Gravenreuth
- 1961 : La Grande Roue : Mathilde Riedl

### Courts-métrages
- 1916 : Die Freundinnen : (en tant que Margarete Hruby-Klein)